# Dniester-Bahn

Das Streckennetz der Dniester Bahn

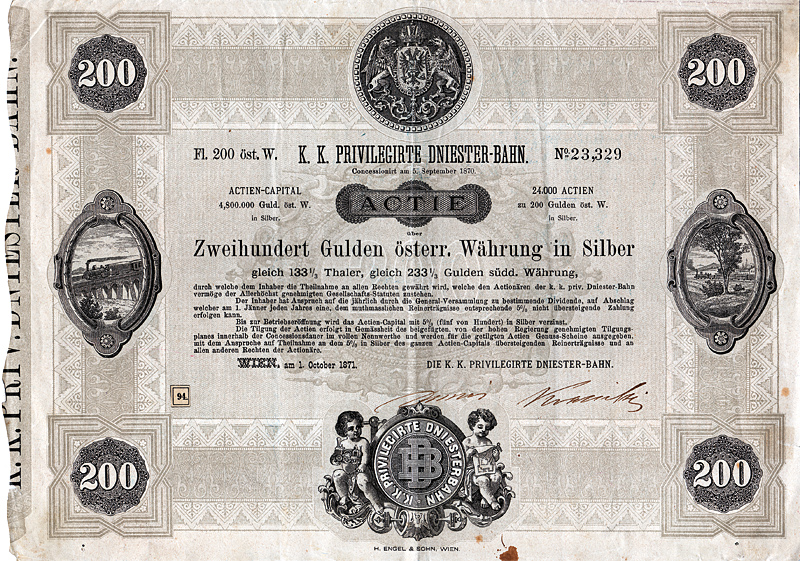
Aktie über 200 Gulden der k.k. privilegierten Dniester-Bahn vom 1. Oktober 1871

Die k.k. privilegierte Dniester-Bahn (DB) (poln. Kolej Dniestrzańska (KD)) war ein 1871 gegründetes Eisenbahnunternehmen in Österreich, dessen Strecken in Galizien lagen. Heute liegt das frühere Bahngebiet in der Ukraine.

## Geschichte
Namensgebend für die Bahn war der Fluss Dnister in seiner damaligen amtlichen Schreibweise. Nach der Firmen-Konzession des Innenministeriums vom 26. April 1871 (Bahn-Konzession erfolgt vom Handelsministerium) und den am 30. August 1871 genehmigten Statuten und des Konstitutionsaktes vom selben Tag wurde die Aktiengesellschaft k.k. priv Dniester-Bahn am 2. September 1871 beim Handelsgericht Wien in das Handelsregister eingetragen.
Nach der am 1. Mai 1876 erfolgten Verstaatlichung firmierte sie als k.k. Dniester Staatsbahn.
Vom 1. Mai 1876 bis zum 31. Dezember 1883 führte die Erste Ungarisch-Galizische Eisenbahn (EUGE) den Betrieb auf der Dniester-Bahn.
Anschließend wurde der Betrieb für sieben Monate von einer k.k. Ministerialkommission geführt,
ab 1. August 1884 schließlich von den k.k. Österreichischen Staatsbahnen (kkStB).

## Strecken
- Chyrów–Drohobycz–Stryj (* 31. Dezember 1872, 100,21 Kilometer)
- Drohobycz–Borysław (* 31. Dezember 1872, 11,45 Kilometer)

## Lokomotiven
| Lokomotiven der Dniester Bahn | Lokomotiven der Dniester Bahn | Lokomotiven der Dniester Bahn | Lokomotiven der Dniester Bahn | Lokomotiven der Dniester Bahn | Lokomotiven der Dniester Bahn | Lokomotiven der Dniester Bahn |
| Nummern                       | Bild                          | Anzahl                        | Hersteller                    | Baujahr                       | Bauart                        | kkStB-Nr.                     |
| ----------------------------- | ----------------------------- | ----------------------------- | ----------------------------- | ----------------------------- | ----------------------------- | ----------------------------- |
| 1–2                           |                               | 2                             | Krauss/München                | 1872                          | C n2t                         | 62.09–10                      |
| 3–8                           |                               | 6                             | Krauss/München                | 1872                          | B n2                          | 31.11–16                      |